# Rozyglitazon
Rozyglitazon – organiczny związek chemiczny, lek stosowany w leczeniu cukrzycy, należący do doustnych leków hipoglikemizujących (grupa tiazolidynodionów).

## Mechanizm działania
Rozyglitazon jest wybiórczym agonistą jądrowego receptora aktywowanego przez proliferatory peroksysomów typu γ (PPAR-γ, peroxisome proliferator-activated recetor), zlokalizowanego na granicy jądra komórkowego i cytoplazmy. Aktywacja receptora PPAR-γ prowadzi do transkrypcji genów biorących udział w procesach syntezy, transportu i wykorzystania glukozy oraz regulujących metabolizm kwasów tłuszczowych.
Działając na receptory PPAR-γ rozyglitazon zmniejsza insulinooporność w adipocytach, miocytach mięśni szkieletowych i hepatocytach. Lek zmniejsza insulinemię, zapotrzebowanie na insulinę endogenną, stężenie wolnych kwasów tłuszczowych i glukozy we krwi.

## Farmakokinetyka
Dostępność biologiczna rozyglitazonu po podaniu doustnym wynosi blisko 100%. Lek niemal całkowicie (99,8%) wiąże się z białkami osocza. Metabolizm leku zachodzi głównie przy udziale izoenzymu cytochromu P450 CYP2C8, w małym stopniu CYP2C9; polega na N-demetylacji i hydroksylacji, a następnie koniugacji z kwasem siarkowym i glukuronowym. Głównym metabolitem jest para-hydroksysiarczan rozyglitazonu. Wydalanie leku zachodzi głównie po zmetabolizowaniu, jest powolne i w przypadku długotrwałego leczenia lek może ulegać kumulacji w organizmie.

## Wskazania
W Polsce lek zarejestrowany jest do skojarzonego leczenia cukrzycy typu 2. Inne wskazania to:
- monoterapia cukrzycy typu 2 u chorych, u których nie uzyskano zadowalającej kontroli glikemii za pomocą diety i ćwiczeń fizycznych i u których nie można zastosować metforminy ze względu na nietolerancję albo przeciwwskazania, zwłaszcza jeśli występuje u nich nadwaga.
- leczenie skojarzone z pochodną sulfonylomocznika chorych na cukrzycę typu 2, u których podczas monoterapii za pomocą największych tolerowanych dawek pochodnej sulfonylomocznika nie uzyskano właściwej kontroli glikemii w przypadku nietolerancji metforminy lub przeciwwskazań do jej stosowania. Leczenie skojarzone z metforminą i pochodną sulfonylomocznika chorych na cukrzycę typu 2 (szczególnie chorych z nadwagą) w przypadku niewystarczającej kontroli glikemii podczas leczenia skojarzonego za pomocą metforminy i pochodnej sulfonylomocznika.

## Przeciwwskazania
- Nadwrażliwość na którykolwiek składnik preparatu
- niewydolność krążenia lub niewydolność krążenia w wywiadzie (I–IV stopnia według NYHA)
- niewydolność wątroby

## Działania niepożądane
Działania niepożądane występujące w monoterapii:
- niedokrwistość (często)
- hipercholesterolemia (często)
- hiperlipidemia (niezbyt często)
- hipertriglicerydemia (niezbyt często)
- zwiększenie masy ciała (niezbyt często)
- zwiększony apetyt (niezbyt często)
- parestezje (niezbyt często)
- wzdęcia (niezbyt często)
- glukozuria (niezbyt często)

Działania niepożądane występujące w terapii skojarzonej z metforminą:
- niedokrwistość (często)
- hipoglikemia (często)
- wzdęcia (często)
- nudności i wymioty (często)
- zapalenie błony śluzowej żołądka (często)
- hiperlipidemia (niezbyt często)
- zaostrzenie przebiegu cukrzycy (niezbyt często)
- hipercholesterolemia (niezbyt często)
- zwiększenie masy ciała (niezbyt często)
- anoreksja (niezbyt często)
- zaparcia (niezbyt często)
- obrzęki (niezbyt często)

Działania niepożądane występujące w terapii skojarzonej z pochodną sulfonylomocznika:
- małopłytkowość (często)
- niedokrwistość (często)
- hipoglikemia (często)
- zwiększenie masy ciała (często)
- hiperlipidemia (często)
- zawroty głowy (często)
- obrzęki (często)
- leukopenia (niezbyt często)
- hipercholesterolemia (niezbyt często)
- hipertriglicerydemia (niezbyt często)
- zwiększony apetyt (niezbyt często)
- duszność (niezbyt często)
- wzdęcia (niezbyt często)
- zaburzenia czynności wątroby (niezbyt często)
- obrzęk twarzy (niezbyt często)
- uczucie zmęczenia (niezbyt często)

## Stosowanie w okresie ciąży i laktacji
Kategoria C. Nie stosować w ciąży i okresie karmienia piersią. Cukrzyca ciężarnych jest wskazaniem do leczenia insuliną.

## Dawkowanie
Lek podaje się doustnie. Początkowa dawka wynosi zwykle 4 mg na dobę, po 2 miesiącach w razie potrzeby można zwiększyć dawkę do 8 mg. Lek stosuje się 1 lub 2 razy na dobę, niezależnie od posiłków. Nie ma konieczności modyfikowania dawki u pacjentów w podeszłym wieku i u pacjentów z łagodnym lub umiarkowanym upośledzeniem czynności nerek.

## Preparaty
- Avandia – tabletki powlekane po 4 i 8 mg[2] (wycofany ze sprzedaży w Europie w 2010 r.[3]).